# Canal+ Brand Solutions
 (juillet 2025).
Si vous disposez d'ouvrages ou d'articles de référence ou si vous connaissez des sites web de qualité traitant du thème abordé ici, merci de compléter l'article en donnant les références utiles à sa vérifiabilité et en les liant à la section « Notes et références ».
Canal+ Brand Solutions initialement Canal+ Régie, est une régie publicitaire française appartenant au Groupe Canal+ lui-même contrôlé par les groupes Vivendi et Bolloré, chargé de la commercialisation des espaces et données publicaires des chaines du Groupe Canal+ et leur déclinaisons sur YouTube ainsi que le réseau de salles de cinéma UGC. Troisième régie publicitaire de France en 2016, elle se place après TF1 et M6 Publicité quant au chiffre d'affaires. Créée en 1985 sous le nom de Canal+ Régie, elle est renommée en 2019, Canal+ Brand Solutions.

## Activités

### Télévision
Canal Brand Solutions est la régie publicitaire commercialisant les espaces publicitaires et données marketing des chaînes du Groupe Canal+ (Chaines Canal+, C8, CNews, CStar, Ciné+, Comédie+, Golf+, Infosport+, Planète+, Planète+ Aventure, Planète+ Crime, Piwi+, Seasons et Télétoon+).

### Cinéma
Depuis le 1er janvier 2013, Canal Brand Solutions gère la publicité du réseau de salles de cinéma UGC.

### Internet et numérique
Canal Brand Solutions gère la publicité des sites internet, des plateformes en ligne du Groupe Canal+ et des déclinaisons des chaînes YouTube. La régie gère également les différentes applications pour mobile ou tablette développées autour des chaines ou de leurs programmes.